# Alopecosa galilaei
Alopecosa galilaei är en spindelart som först beskrevs av Lodovico di Caporiacco 1923.  Alopecosa galilaei ingår i släktet Alopecosa och familjen vargspindlar.
Artens utbredningsområde är Italien. Inga underarter finns listade i Catalogue of Life.